# Борис (река)
Борис — река в России, протекает по Шатровскому району Курганской области. Устье реки находится в 173 км по правому берегу реки Исеть. Длина реки составляет 15 км.

## Данные водного реестра
По данным государственного водного реестра России относится к Иртышскому бассейновому округу, водохозяйственный участок реки — Исеть от впадения реки Теча и до устья, без реки Миасс, речной подбассейн реки — Тобол. Речной бассейн реки — Иртыш.
Код объекта в государственном водном реестре — 14010501112111200003910.

## Населённые пункты
- Кирпичики
- Барино

## Притоки
- Борисик